# Catharina van Nassau (1543-1624)
Catharina van Nassau (29 december 1543 – 25 december 1624) was een zuster van prins Willem I van Oranje-Nassau. Ze was het elfde kind van graaf Willem de Rijke en het negende van Juliana van Stolberg, de tweede vrouw van Willem. Op 17 november 1560 huwde ze met graaf Günther XLI van Schwarzburg-Arnstadt.
Op 10 juli 1584 was zij getuige van de moord op haar broer. De prins zou in haar armen gestorven zijn. Omdat Catharina van Nassau zelf geen kinderen had, werd besloten om Catharina Belgica van Nassau, de dochter van haar broer Willem van Oranje die naar haar was vernoemd, bij haar te laten opgroeien.

## Verder lezen
- E. Swart, art. Catharina van Nassau, in Digitaal Vrouwenlexicon van Nederland (2009).